# 타미 양
타미 양(1993년 3월 2일 ~)은 대한민국의 가수다. 2017년 EP 《2ru Colors》로 데뷔했다.

## 공연
- HIPHOPPLAYA SHOW Vol.56 (2019)
- 홍대클럽 힙합파티 (2019)